# 프로카 작용
프로카 작용(영어: Proca action)은 질량을 가진 실수 벡터 입자를 다루는 특수상대론적 이론이다.

## 정의
계량 텐서를 +−−−로 쓰자. 자연단위계로는 라그랑지안 밀도는 다음과 같다.
{\displaystyle {\mathcal {L}}=-{\frac {1}{4}}F^{2}+{\frac {1}{2}}m^{2}A^{2}.}
이에 해당하는 운동방정식은 프로카 방정식이라고 불리며, 다음과 같다.
{\displaystyle \partial _{\mu }F^{\mu \nu }+m^{2}A^{\nu }=0}
이는 클라인-고든 방정식
{\displaystyle \partial _{\mu }\partial ^{\mu }+m^{2}A_{\nu }=0}
과 로렌츠 게이지
{\displaystyle \partial _{\mu }A^{\mu }=0}
로부터 유도할 수 있다.
프로카 작용은 슈튀켈베르크 작용을 힉스 메커니즘으로 게이지 고정시켜 얻을 수도 있다.

## 역사
프로카 작용은 루마니아의 알렉산드루 프로카(Alexandru Proca)가 1936년에 벡터 중간자를 기술하기 위하여 도입하였다.

## 같이 보기
- 전자기장
- 광자
- 양자 전기역학
- 양자 중력
- 디랙 방정식

## 참고 문헌
1. ↑  A. Proca (1936년 8월). “Sur la théorie ondulatoire des électrons positifs et négatifs”. 《Journal de Physique et le Radium》 7 (8): 347–353. doi:10.1051/jphysrad:0193600708034700.